# میانسرین
میانسرین (به انگلیسی: Mianserin)، که با نام تجاری Tolvon و دیگر اسامی فروخته می‌شود، یک داروی ضد افسردگی غیر معمول است که در درجه اول در درمان افسردگی در اروپا و سایر نقاط جهان استفاده می‌شود. این دارو جزء داروی‌های ضد افسردگی چهار حلقه ای (TeCA) است. میانسرین از نظر شیمیایی و از نظر عملکرد و اثرات آن با میرتازاپین ارتباط تنگاتنگی دارد، اگرچه تفاوت‌های چشمگیری نیز بین این دو دارو وجود هست.

## مصارف پزشکی
میانسرین در دوزهای بالاتر (۹۰–۳۰ میلی‌گرم در روز) برای درمان اختلال افسردگی عمده استفاده می‌شود.
همچنین می‌تواند در دوزهای پایین‌تر (حدود ۱۰ میلی‌گرم در روز) برای درمان بی خوابی استفاده شود.